# UQCC2
UQCC2 (англ. Ubiquinol-cytochrome c reductase complex assembly factor 2) – білок, який кодується однойменним геном, розташованим у людей на 6-й хромосомі. Довжина поліпептидного ланцюга білка становить 126 амінокислот, а молекулярна маса — 14 875.
| 10         |  | 20         |  | 30         |  | 40         |  | 50         |
| ---------- |  | ---------- |  | ---------- |  | ---------- |  | ---------- |
| MAASRYRRFL |  | KLCEEWPVDE |  | TKRGRDLGAY |  | LRQRVAQAFR |  | EGENTQVAEP |
| EACDQMYESL |  | ARLHSNYYKH |  | KYPRPRDTSF |  | SGLSLEEYKL |  | ILSTDTLEEL |
| KEIDKGMWKK |  | LQEKFAPKGP |  | EEDHKA     |  |            |  |            |

A: Аланін

C: Цистеїн

D: Аспарагінова кислота

E: Глутамінова кислота

F: Фенілаланін

G: Гліцин

H: Гістидин

I: Ізолейцин

K: Лізин

L: Лейцин

M: Метіонін

N: Аспарагін

P: Пролін

Q: Глутамін

R: Аргінін

S: Серин

T: Треонін

V: Валін

W: Триптофан

Локалізований у мембрані, мітохондрії, внутрішній мембрані мітохондрії, мітохондріальному нуклеоїді.